# Jada Pinkett Smith
Jada Koren Pinkett-Smith (født Jada Koren Pinkett; 18. september 1971) er en amerikansk skuespiller.
Hun er gift med skuespilleren Will Smith med hvem hun har to børn, Jaden og Willow Smith.

## Udvalgt filmografi
- The Nutty Professor (1996)
- Scream 2 (1997)
- Ali (2001)
- The Matrix Reloaded (2003)
- The Matrix Revolutions (2003)
- Collateral (2004)
- The Women (2008)